# Opération Lune

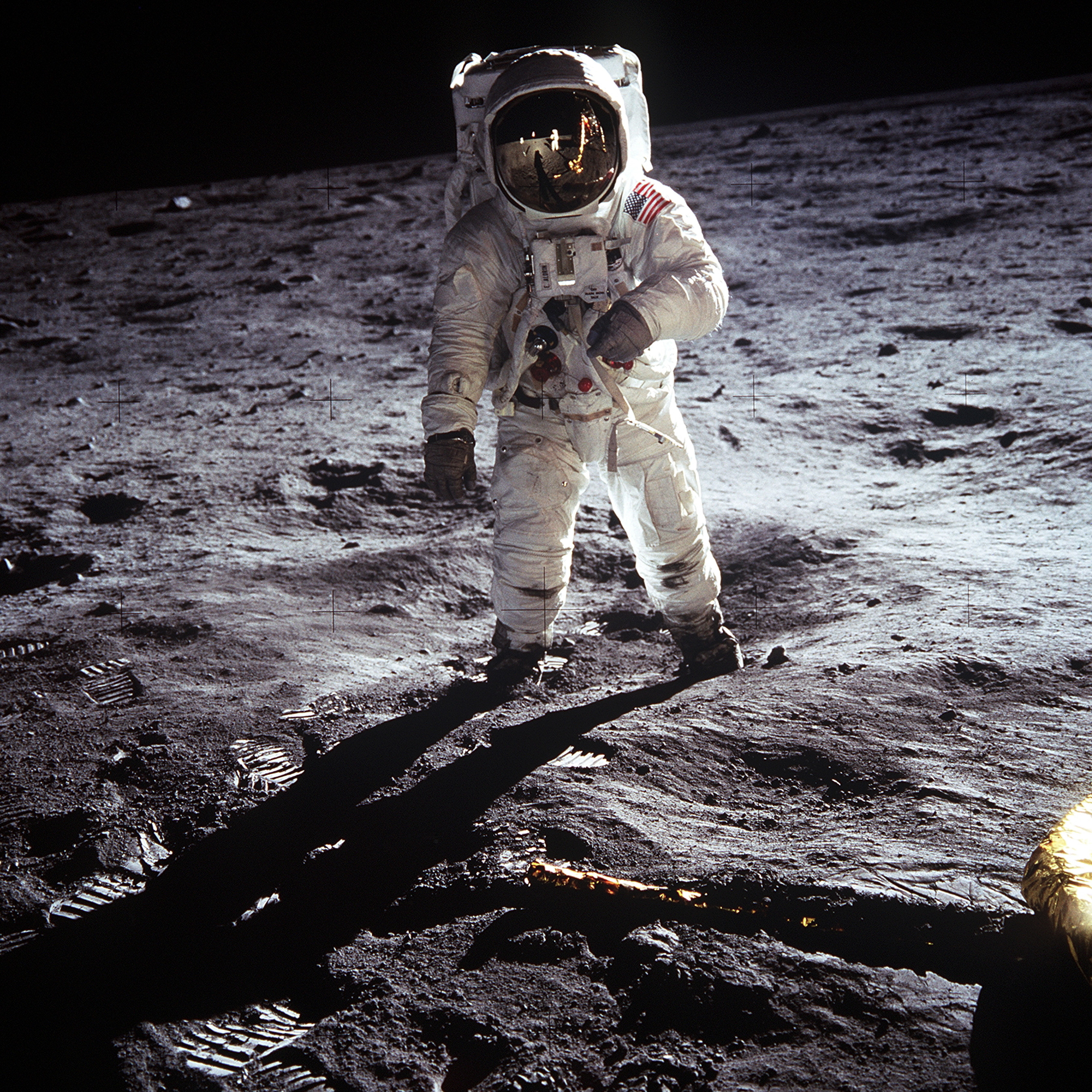
Buzz Aldrin, astronaut Apollo 11, op de maan, gefotografeerd door Neil Armstrong

Opération Lune is een Franse mockumentary van regisseur William Karel, ook bekend als Dark Side of the Moon. ARTE zond de mockumentary voor het eerst uit in 2002. De film handelt over de eerste maanlanding door Apollo 11. De mockumentary gaat ervan uit dat alle beelden van de landing nep zijn en dat ze opgenomen zijn in een studio van de CIA met hulp van Stanley Kubrick.
De film bouwt voort op de complottheorieën rond de Apollo-maanlanding en laat tal van verrassende gasten aan het woord die het geheel geloofwaardig maken: Donald Rumsfeld, dr. Henry Kissinger, Alexander Haig, Vernon Walters, Buzz Aldrin en Kubricks weduwe Christiane.

## Productie
Karel had de hulp van Kubricks weduwe, Christiane, en zijn schoonbroer, Jan Harlan. Beiden vertellen over de valse maanlanding met een script. Karel werkte aansluitend met mensen van NASA die ook volgens het script hun bevindingen deden. Karel recycleerde beelden van president Nixon, Rumsfeld en Kissinger om het echt te laten lijken. Naast de weggevers dat de film opgezet spel is in de tweede helft, zijn er interviews met personen genoemd naar karakters uit de films van Kubrick, zoals de filmregisseur 'Jack Torrance'.

## Samenvatting
De toon in de film wordt gezet met openbaringen. Zo werkte NASA samen met Hollywood toen de maanlanding plaatsvond. Door het verhaal heen maakt Karel duidelijk dat Kubrick de Verenigde Staten hielp om de maanlanding in scène te zetten en dat Kubrick uiteindelijk zelfs met de dood bedreigd werd door de CIA zodat hij de waarheid niet kon vertellen.
De aftiteling onthult dat het om een mockumentary gaat. Dan toont Karel een reeks bloopers zien waar de personen in kwestie zitten te lachen over de absurditeit van hun voor te lezen tekst. Sommigen vragen zich af of sommige regels niet te absurd zijn zodat ze te vroeg de grap zouden verklappen. Volgens Jean Baudrillard is deze mocumentaire een oefening omtrent zijn theorie over "hyperwerkelijkheid". In 2004 vroeg men regisseur Karel waarom hij een film maakte die dichter bij komedie lag dan bij het serieuze. Karel antwoordde dat in navolging van zijn serieuze documentaires het zijn doel was om een grappige film te maken.
Verschillende fictief geïnterviewden, zoals Dave Bowman, Jack Torrance en Dimitri Muffley, zijn genoemd naar personages van films geregisseerd door Kubrick. Er zijn referenties naar films van Alfred Hitchcock. Zo zijn beide karakters Eve Kendall en George Kaplan namen van de film North by Northwest en is Ambrose Chapel een locatie van de remake The Man Who Knew Too Much uit 1956. De fictieve personages en hun acteurs staan in de aftiteling. Bijvoorbeeld, de rabbijn staat onder W.A. Konigsberg (W.A. duidt op Woody Allen, Konigsberg is Woody Allens geboortenaam) en is gespeeld door Binem Oreg.
De steeds absurder wordende ontdekkingen gaan samen met verschillende feitelijke fouten, bedoeld als hint voor de kijker:
- John F. Kennedy's "We choose to go to the moon" speech ('We kozen ervoor om naar de maan te gaan') was in 1962, en niet in 1961 zoals gezegd werd.
- Loena 9 landde op de maan in februari 1966, de verteller zegt dat het in januari was.
- De verteller zegt dat Apollo 11 op 17 juli 1969 was gelanceerd, terwijl dat in werkelijkheid een dag eerder gebeurde, op 16 juli.
- Korolev stierf aan een operatie waarbij een poliep verwijderd werd van zijn ingewanden, en niet van een tonsillectomie.
- Lyndon B. Johnson was nooit gouverneur van Texas.
- Richard Nixon was geen gouverneur van Californië.

Een van de soundtracks was "The American Dream" van de film Wag the Dog door regisseur Barry Levinson, een verzonnen nummer over een geheime regering in dienst van een Hollywood-productie en een nepoorlog.

## Acteurs
- Jack Torrance is een personage in Kubricks film The Shining – niet een Hollywood-producer – gespeeld door David Winger.
- Jan Harlan is Christiana's (Weduwe Kubrick) broer. Je vindt de twee samen terug discussiërend over de plot van de film op een zetel.
- David Bowman is een fictief figuur in Kubricks film 2001: A Space Odyssey - geen astronaut – gespeeld door Tad Brown.
- Maria Vargas (de hoofdfiguur in The Barefoot Contessa) wordt gespeeld door Jacquelyn Toman die niet de zus van Buzz Aldrin is.
- Eve Kendall is een fictief figuur in de film North by Northwest van Alfred Hitchcock, en niet Nixons secretaresse. Ze werd gespeeld door Barbara Rogers.
- Dimitri Muffley is een samenstelling van twee namen uit Dr. Strangelove van Kubrick (Sovjetpremier Dimitri Kisov en Amerikaanse president Merkin Muffley), en dus geen oud-KGB-vertegenwoordiger. Hij wordt gespeeld door Bernard Kirschoff.
- Ambrose Chapel is een plaatsnaam in de film The Man Who Knew Too Much van Hitchcock, en geen voormalig CIA-agent. Hij wordt gespeeld door John Rogers.
- George Kaplan is een fictief figuur in North by Northwest, van Hitchcock.
- W.A. Konigsberg is gespeeld door Binem Oreg.

## Ontvangst
Toen de film werd vertoond voor een groep sociologiestudenten die samenzweringstheorieën bestudeerden, dachten velen dat het een oprechte en serieuze film was. Wayne Green, een pleitbezorger van complottheorieën over de Apollo-maanlanding, zag in de film het bewijs voor zijn beschouwingen. Hij geloofde de uit de context gerukte beelden van Nixon.
De Australische zender 'SBS television' zond de film uit als aprilgrap en op 17 november 2008 als deel van een 'Kubrick week'. Op 27 juli 2009 werd het opnieuw uitgezonden, omdat de datum samenviel met de verjaardag van de maanlanding.